# 컨스피러시 (2001년 영화)
《컨스피러시》(Conspiracy)는 미국에서 제작된 프랭크 피어슨 감독의 2001년 전쟁, 드라마 영화이다. 케네스 브래너 등이 주연으로 출연하였고 닉 길롯 등이 제작에 참여하였다.

## 출연

### 주연
- 케네스 브래너
- 스탠리 투치
- 콜린 퍼스

### 조연
- 바너비 케이
- 데이비드 스릴펄
- 이안 맥네이스
- 벤 다니엘스
- 브랜든 코일

## 기타
- 협력프로듀서: C. 코리 M. 맥크럼-애브도
- 미술: 피터 멀린스
- 세트: 브라이언 세비가
- 의상: 로살린드 엡벗